# Maine Black Bears
Maine Black Bears – nazwa drużyn sportowych University of Maine w Orono, biorących udział w akademickich rozgrywkach w America East Conference oraz Hockey East (hokej na lodzie), organizowanych przez National Collegiate Athletic Association. 

## Sekcje sportowe uczelni
| Mężczyźni - baseball - bieg przełajowy - futbol amerykański - hokej na lodzie (2): 1993, 1999 - koszykówka - lekkoatletyka - pływanie | Kobiety - bieg przełajowy - hokej na lodzie - hokej na trawie - koszykówka - lekkoatletyka - piłka nożna - pływanie - softball |

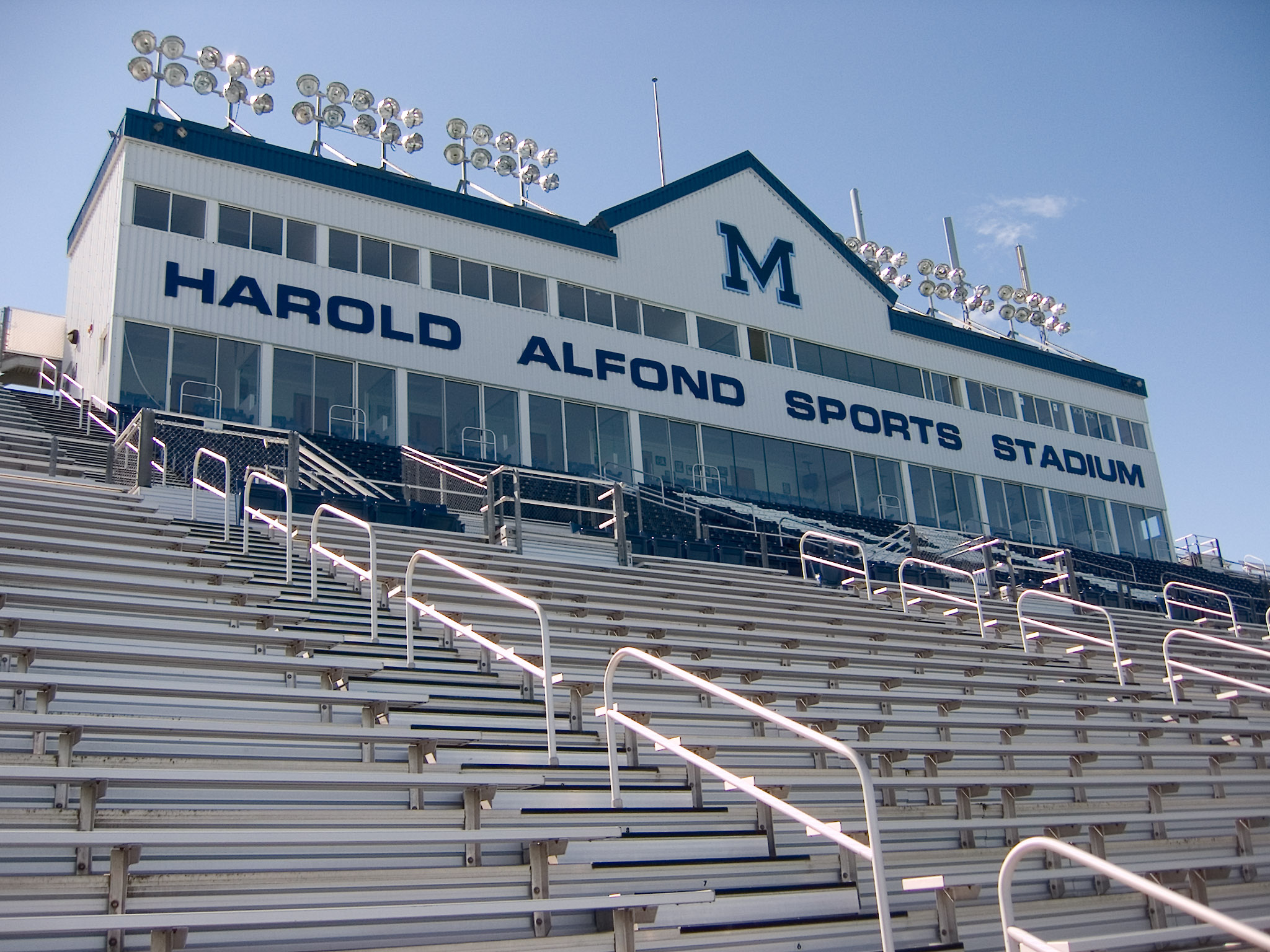
Alfond Stadium.

W nawiasie podano liczbę tytułów mistrzowskich NCAA (stan na 1 lipca 2015)

## Obiekty sportowe
- Alfond Stadium – stadion futbolowy o pojemności 10 000 miejsc[4]
- Harold Alfond Sports Arena – hala sportowa o pojemności 5641 miejsc, w której odbywają się mecze koszykówki i hokeja na lodzie[5]
- Beckett Family Track and Field Complex – stadion lekkoatletyczny[6]
- Mahaney Diamond – stadion baseballowy[7]
- Mike Kessock Field – stadion softballowy o pojemności 950 miejsc[8]
- Alumni Field – stadion piłkarski o pojemności 500 miejsc[9]
- Stanley M. Wallace Pool – hala sportowa z pływalnią[10]
- UMaine Field Hockey Complex – boisko do hokeja na trawie[11]